# Изгубена душа
„Изгубена душа“ (на италиански: Anima persa)е италианско-френски трилър филм от 1977 година на режисьора Дино Ризи по негов сценарий в съавторство с Бернардино Дзапони. Главните роли се изпълняват от Виторио Гасман, Катрин Деньов, Данило Матеи.

## Сюжет
Сценарият е адаптация на едноименни роман на Джовани Арпино. В центъра на сюжета е пристигането на младеж при негови роднини във Венеция, където се сблъсква със странните отношения между съпрузите и живеещия затворен на тавана луд брат на съпруга.

## В ролите
| Изпълнител      | Роля           |
| --------------- | -------------- |
| Виторио Гасман  | Фабио Щолц     |
| Катрин Деньов   | Елиза Щолц     |
| Данило Матеи    | Тино           |
| Аниче Алвина    | Лучия          |
| Естер Карлони   | Анета          |
| Микеле Капнищ   | Дукът          |
| Джино Кавалиери | Професор Сатин |